# مارتين مونتويا
مارتين مونتويا تورالبو (بالإسبانية: Martín Montoya Torralbo) ، مواليد 14 أبريل 1991 ، لاعب كرة قدم إسباني ، يلعب لفريق ريال بيتيس كمدافع أيمن.
حقق دوري ابطال أوروبا مع برشلونه
حقق الدوري الاسباني

## روابط خارجية
- مارتين مونتويا على موقع الاتحاد الدولي (مؤرشف)  (الإنجليزية)
- مارتين مونتويا على موقع الاتحاد الأوربي (الإنجليزية)
- مارتين مونتويا على موقع قاعدة بيانات كرة القدم.إي يو (الإنجليزية)
- مارتين مونتويا على موقع Soccerbase.com (لاعب) (الإنجليزية)
- مارتين مونتويا على موقع Soccerway.com (الإنجليزية)
- مارتين مونتويا على موقع عالم كرة القدم.نت (الإنجليزية)
- مارتين مونتويا على موقع كووورة
- مارتين مونتويا على موقع أوليمبيديا (الإنجليزية)
- مارتين مونتويا على موقع AS.com (الإسبانية)